# Albert Fiš
Hamilton Hauard „Albert“ Fiš (engl. Hamilton Howard „Albert“ Fish; 19. maj 1870 — 16. januar 1936) je bio američki serijski ubica, kanibal, pedofil i sadomazohista, poznat po tome što se hvalio da je ubio po jedno dete u svakoj državi. Sigurno je da je Fiš ubio 3 osobe, 3 maloletnika, a pretpostavlja se da je kriv i za smrt još troje, ali to nikada nije dokazano. Pogubljen je u zatvoru Sing-Sing 16. januara 1936.

## Detinjstvo i mladost
Albert Fiš je, kako je rekao detektivima, dok je bio u zatvoru, rođen 19. maja 1870. u Vašingtonu od strane kapetana Rendala Fiša (1795—1875), inače masona, koji je sahranjen na kongresionalnom groblju, a zanimljiv podatak je da je on bio 43 godine stariji od svoje žene, Fišove majke. Fiš je rođen pod imenom Hamilton, po političaru Hamiltonu Fišu, za koga kaže da mu je bio rođak, ali pošto je njegov otac umro u njegovoj 5 godini, porodica je postala siromašna, i njegova majka ga je ostavila u sirotištu: „Sirotište svetog Jovana.“
Zatim, 1880. kada je njegova majka našla posao u vladi, uzela ga je iz sirotišta. Godine 1882. u 12. godini, počeo je vezu sa dečakom koji je raznosio novine. Fiš je kao mlad često pio urin. Često je išao i u javna kupatila, gde je mogao gledati gole muškarce.

## Fiš kao mlad čovek
Godine 1890. u svojoj 20 Fiš je došao u Njujork, najveći grad u Sjedinjenim Američkim Državama i postao muška prostitutka. Fiš je takođe rekao detektivima da je početkom zadnje decenije 19. veka silovao mlađe muškarce, dečake i da je nastavio sa tim čak i kad je njegova majka ušla u novi brak.
Godine 1898. Fiš se venčava sa ženom 9 godina mlađom od sebe sa kojom je imao šestoro dece: Alberta, Anu, Gertud, Eugena, Džona i Henrija Fiša.
Tokom 1898. počeo je da farba kuće, ali je rekao da je nastavio da siluje i zlostavlja dečake, obično decu ispod 6 godina.
Za vreme veze sa mentalno ometenim (retardiranim) čovekom, Fiš je pokušao da ga kastrira. Fiš je uskoro počeo sve više da posećuje javne kuće. Godine 1903. Fiš je osuđen za krađu i zatvoren je u zatvoru po imenu Sing-Sing.
Januara 1917. žena ostavlja Fiša kao i šestoro dece s njim zbog Džona Strauba, majstora koji je radio na njihovoj kući.
Posle ovoga Fiš je počeo da „čuje glasove“ i jednom se zavio u tepih, rekavši da prati instrukcije Jovana Apostola. Fiš je zatim počeo sebi da bode igle po telu (posebno po penisu). Takođe je tukao sebe sa drvenom batinom na kojoj su bile igle. Kasniji iks-zraci su dali policiji informaciju da je on u sopstveni penis zabio oko 29 igala.
Godine 1910. Fiš je počinio prvi zločin na detetu, na dečaku poznatom kao Tomas Beden u gradu Vilmington, Delaver. Zatim je, 1919. počinio sledeći zločin na mentalno ometenоm detetetu u Džordžtaunu, Vašington. Najviše njegovih zločina su počinjeni ili na mentalno ometenim ili na Afro-Amerikancima.
Dana 11. jula 1924. Fiš je pronašao osmogodišnju Beatris Kil kako se igra sama u dvorištu svojih roditelja (u delu Njujorka zvanom Stejten Ajsland). Fiš joj je ponudio novac da joj pomogne da u njivi (to je bila farma) nađe vranu. Samo što nije napustila farmu, kada je naišla njena majka i oterala Fiša odatle. On je otišao, ali se kasnije vratio i sakrio u ambar, ali ga je pronašao Hans Kil, Beatrisin otac. Rekao je da je pokušao da spava u tom ambaru, kako bi sutra mogao da bude bliži Beatris.

## Grejs Bad
Edvard Bad je 25. maja 1928. stavio oglas u novine da traži posao. „Mlad čovek, 18 godina, želi poziciju u zemlji. Edvard Bad, 406 Zapad 15. ulica“. Tada 58-godišnji Fiš je 28. maja 1928. posetio porodicu Bad, na Menhetnu, Njujork i predstavio se kao Frenk Hauard, farmer sa Fermingdejla, Njujork. Kada je stigao Fiš je upoznao Badovu desetogodišnju sestru Grejs. Obećao je da će zaposliti Bada i da će ih ponovo posetiti za par dana. Tokom druge posete, rekao je da je čvrsto odlučio da zaposli Edvarda, a roditelje, Deliju i Alberta I Bada, zamolio da puste mladu Grejs sa njim na rođendan njegove sestre. Albert I Bad radio je u osiguravajućoj kući. „Grejs je imala sestru Bearis, i dva brata Alberta Bada II i Džordža Bada.“ Grejs je otišla sa Fišom tog dana ali nikada se nije vratila.
Šest godina kasnije, 1934. anonimno pismo stiže na adresu Badovih, koji i dalje neumorno traže dragu Grejs.

## Spoljašnje veze
- Архивирано на веб-сајту  (3. март 2009)
- The Gray Man (2007) на веб-сајту  (језик: енглески)
- Albert Fish: In Sin He Found Salvation (2007) на веб-сајту  (језик: енглески)